# Urticina crassicornis
Urticina crassicornis là một loài hải quỳ trong chi Urticina trong họ Actiniidae.